# Najib Naderi
Najib Naderi (* 22. Februar 1984) ist ein in Deutschland lebender afghanischer Fußballspieler.
Naderi spielte in der Jugend des Hamburger SV und wechselte 2002 zu Altona 93. 2004 schloss er sich für eine Saison der TSV Bargteheide an, bevor er 2005 zum Landesligisten Barsbütteler SV wechselte. Weitere Stationen waren der SC Europa Hamburg und der ASV Hamburg.
Der Abwehrspieler hat 2003 vier Partien für die afghanische Fußballnationalmannschaft bestritten.